# Henryk Dembiński

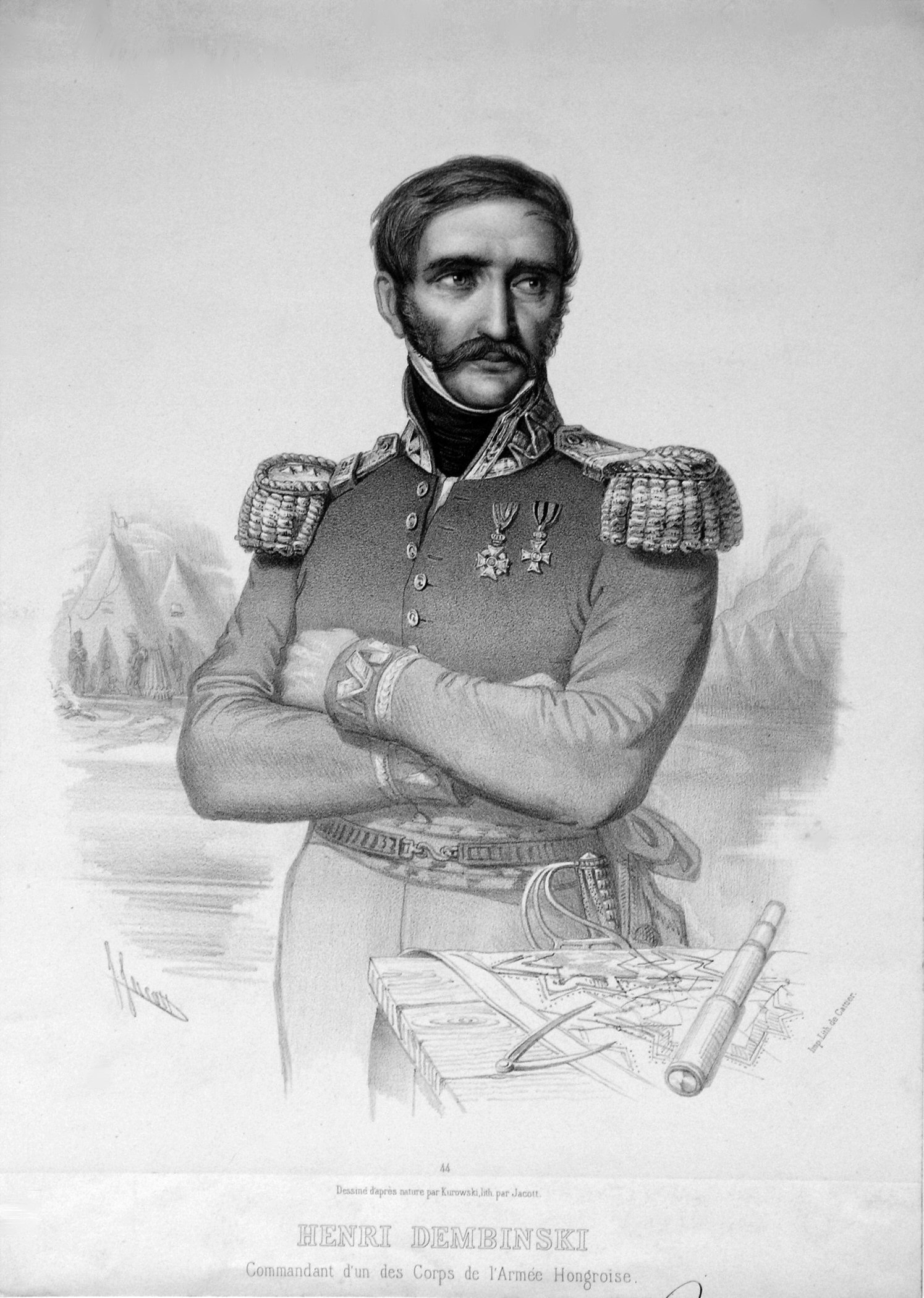
Henryk Dembiński, Lithographie von Jacott nach Kurowski, zirka 1848

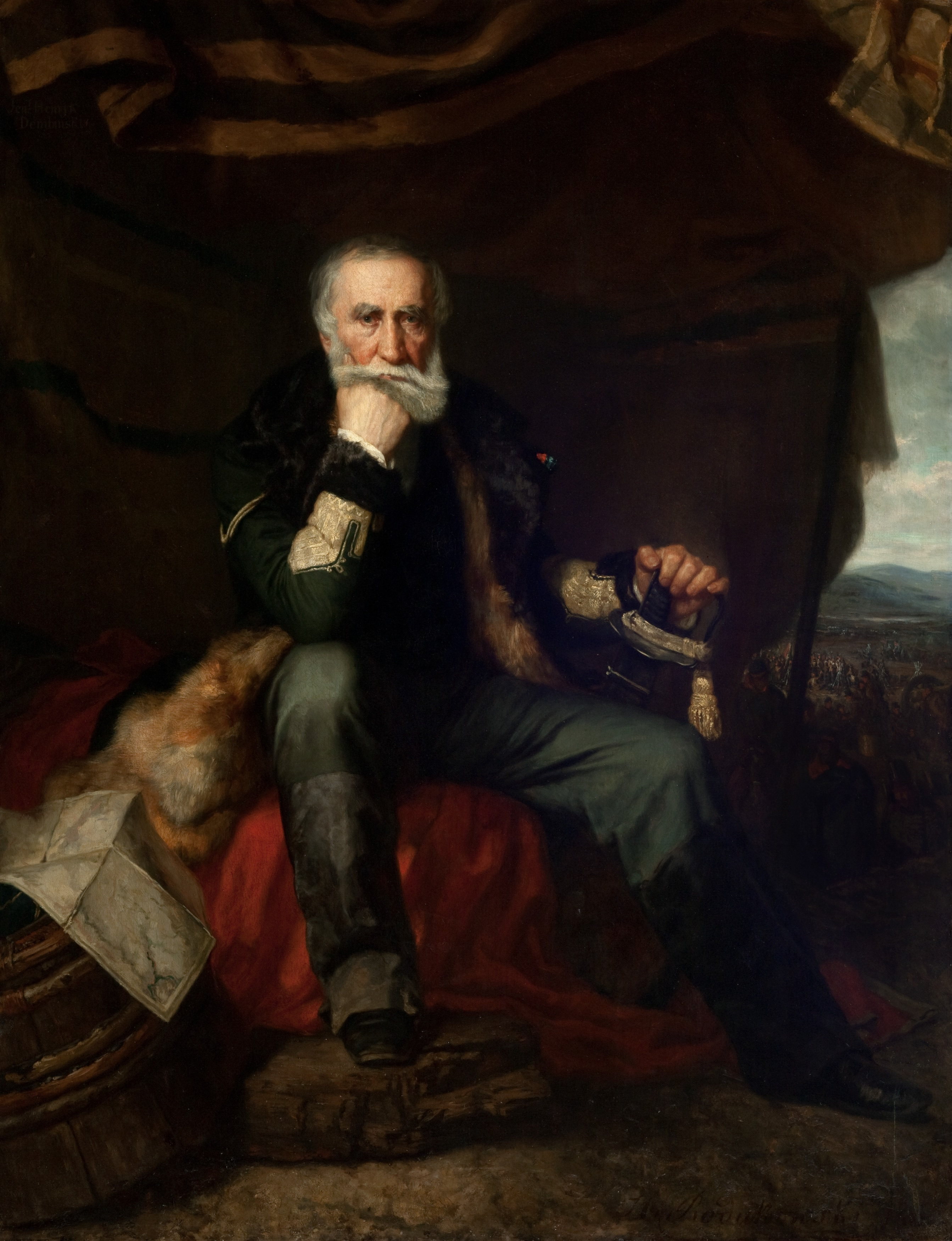
Henryk Dembiński

Graf Henryk Dembiński, deutsche Transliteration Heinrich Dembinski (* 16. Januar 1791 in Krakau; † 13. Juni 1864 in Paris) war ein polnischer General.

## Leben und Wirken
Dembinski besuchte zwischen 1806 und 1809 die Ingenieurakademie in Wien und trat dann als gemeiner Soldat in ein polnisches Jägerregiment. Als 1812 der Feldzug gegen Russland eröffnet wurde, war er Leutnant, wurde in der Schlacht beiSmolensk von Napoléon Bonaparte selbst zum Kapitän ernannt und kämpfte 1813 in der Völkerschlacht bei Leipzig mit. 1815 kehrte er in sein Vaterland zurück, wo er in Zurückgezogenheit lebte.
Beim Ausbruch der Revolution von 1830 wurde er Major eines Regiments, das sich in der Woiwodschaft Krakau bildete, erhielt aber bald darauf den Oberbefehl über die mobile Nationalgarde dieses Gebiets und kämpfte mit diesem Korps in der Schlacht bei Grochów. Bald darauf stellte ihn der Oberfeldherr Jan Zygmunt Skrzynecki an die Spitze einer Kavalleriebrigade, mit welcher Dembinski in dem Gefecht bei Kuflew den Feldmarschall Diebitsch mit einem Heer von 60.000 Mann einen Tag lang aufhielt.
Nach der Erstürmung der für uneinnehmbar gehaltenen Brücke bei Ostrolenka marschierte Dembinski mit einer kleinen Schar mitten durch das von feindlichen Heeresmassen überschwemmte Land nach Warschau, wo er sofort zum Gouverneur und nach Skrzyneckis Rücktritt zum Oberfeldherrn ernannt, aber auf diesem Posten schon nach wenigen Tagen durch Jan Krukowiecki ersetzt wurde. Er trat dann in Rybińskis Korps ein, führte bei dessen Übertritt aus preußischem Gebiet die Nachhut und überschritt am 5. Oktober 1831 ebenfalls die Grenze.
Dembinski begab sich darauf nach Frankreich und trat 1843 in die Dienste von Muhammad Ali Pascha von Ägypten, der ihn mit der Reorganisation der ägyptischen Armee beauftragte, kehrte aber bald wieder nach Paris zurück. 1848 verließ er sein Asyl und bemühte sich, eine Verbindung der Slawen mit den Magyaren zustande zu bringen.
Nachdem er den Slawenkongressen in Breslau und Prag beigewohnt hatte, ging er nach Debrecen, dem damaligen Sitz der ungarischen Regierung, und wurde daselbst am 5. Februar 1849 zum Oberkommandanteur der revolutionären Hauptarmee ernannt. Die Eifersucht Görgeys aber sowie die Abneigung der Truppen gegen den hochfahrenden Ausländer bereiteten ihm vielfache Schwierigkeiten. Als Dembinski nach der unglücklichen Schlacht bei Kápolna (26. bis 28. Februar 1849) beim Rückzug hinter die Theiß aus Unkenntnis des Terrains falsche Dispositionen traf, forderte ihn das gesamte ungarische Offizierskorps zur Abdankung auf, die auch die Regierung annahm.
Indes wurde der weitere Frühlingsfeldzug, erst unter Antal Vetters und später unter Görgeys Oberkommando, größtenteils nach den von Dembinski schon früher entworfenen Plänen ausgeführt. Dembinski war darauf mehrere Monate in der Operationskanzlei zu Debreczin beschäftigt, bis er im Juni 1849 beim Herannahen der Russen das Kommando der ungarischen Nordarmee erhielt. Doch trat er noch vor Eröffnung des Sommerfeldzugs zurück, weil sein Plan, in Galizien einzufallen, von der ungarischen Regierung nicht gebilligt wurde. Als infolge der zwischen Kossuth und Görgei entstandenen Differenzen das Oberkommando von letzterem an Lázár Mészáros überging (2. Juli), wurde diesem Dembinski als Generalquartiermeister an die Seite gegeben, in welcher Eigenschaft er den Rückzug der Theißarmee bis Szegedin und die Schlacht von Szőreg (5. August) leitete.
Dembinski zog sich von hier nach Temesvár zurück, wo er am 9. August von der österreichischen Hauptarmee unter Feldzeugmeister Haynau zusammen mit Jozef Bem geschlagen und seine Armee völlig auseinandergesprengt wurde. Dembinski rettete sich mit Kossuth und den andern Revolutionshäuptern auf osmanisches Gebiet. Im Juli 1850 zog er nach Paris, wo er seitdem in völliger Zurückgezogenheit lebte und am 13. Juni 1864 starb.

## Schriften
- Mein Feldzug nach und in Litauen und mein Rückzug von Kurszany nach Warschau. (Hrsg. von Spazier, Leipzig 1832)
- Mémoires. (Paris 1833)
- Denkwürdigkeiten über den ungarischen Krieg 1848 und 1849. (das. 1849)
- Memoiren über den Aufstand von 1830 bis 1831. 2 Bde. (Poln., Krakau 1878)